# ライネル・ロサリオ
ライネル・アレキサンダー・ロサリオ（Rainel Alexander Rosario , 1989年3月29日 - ）は、ドミニカ共和国サントドミンゴ出身のプロ野球選手（外野手）。右投右打。メキシカンリーグのレオン・ブラボーズ所属。

## 経歴
2006年から2012年までセントルイス・カージナルス傘下のマイナーでプレーし、2013年から母国ドミニカにあるカープアカデミーに所属。同年に広島東洋カープに練習生として入団。カープアカデミー出身の野手としては2004年のエスターリン・フランコ以来9年ぶりに秋季キャンプに参加した。11月6日の紅白戦では白組の4番に座り、中村恭平と池ノ内亮介から本塁打を打った。

### 広島時代
2014年2月1日に秋季キャンプで実力が評価され、広島に支配下登録での入団が発表された。開幕はすでに一軍にキラ・カアイフエ、ブラッド・エルドレッド、ブライアン・バリントン、キャム・ミコライオがいたため、外国人枠の関係から二軍スタートとなったが、4月23日に死球による負傷で登録を抹消されたキラに代わって一軍昇格。同日の対東京ヤクルトスワローズ戦にスタメンで初出場し、翌24日の試合で古野正人から来日初安打を記録した。翌25日の試合では杉内俊哉から来日初本塁打を記録。5月1日の対阪神タイガース戦では本塁打を含む4打数4安打2打点と活躍するも、死球で離脱していたキラの一軍昇格に伴い、試合後二軍降格を通告された。しかし降格後二軍では打率.301と好調を維持し、5月24日にザック・フィリップスに代わって再度一軍昇格を果たしたが、6月3日に今度は故障や夫人の出産などで離脱していたミコライオの昇格で二軍降格となる。6月12日の3度目の一軍昇格を果たし、同日の対埼玉西武ライオンズ戦で来日後初めて1番に起用された。6月22日の対北海道日本ハムファイターズ戦では、延長10回に増井浩俊から、左翼席後方へ初のサヨナラ打となる特大の7号3点本塁打を打った。9月2日の対読売ジャイアンツ戦（長野オリンピックスタジアム）では初回先頭打者本塁打に始まり、NPB史上63人目（67度目）のサイクル安打を達成した。最終的に規定打席には届かなかったものの、打率.336、本塁打14、打点49の成績を残した。
2015年はキャンプ中に盲腸となり、開幕二軍スタートとなった。そして、ヘスス・グスマンの負傷により4月5日に一軍登録される。その後は5度の登録、抹消を繰り返した。最終的に42試合出場で打率.258、2本塁打、12打点と前年から成績を落とした。4年契約の2年目だったが、本人のモチベーションの問題や球団が新たに外野手のジェイソン・プライディを獲得したことから、ロサリオと翌シーズンの契約を結ばない方針であることが11月22日に報道され、12月2日に自由契約となったことが公示された。12月12日にボストン・レッドソックスとマイナー契約を結んだ。

### 広島退団後
2017年3月30日にメキシカンリーグのサルティーヨ・サラペメーカーズと契約した。打率.331、26本塁打、104打点の成績で本塁打王を獲得、打点は2位と結果を残した。
2022年8月11日、台湾プロ野球の統一ライオンズと契約した。しかし、オフに退団した。
2023年、古巣のサルティーヨに復帰、翌年のシーズン途中にレオン・ブラボーズに移籍した。

## プレースタイル・人物
広島への入団時に「打撃のパワーが強み。持っているものを全て見せたい」と発言している。一方で外野の守備には難があり、広島でエルドレッドやキラと外国人枠を争っていた2014年は、打撃が好調にもかかわらず守備の問題を考慮されて他の外国人と入れ替えで二軍に降格することもあった。
性格は非常に陽気である。チームメイトからは、「パッと見て顔が『おさむ』っぽい」という理由で広島時代の打撃コーチの石井琢朗に名付けられたあだ名「おさむ」と呼ばれ、自らも同じ「おさむ」である林修の「今でしょ！」を持ちネタにし、チームメイトを爆笑させている。
18歳年上の妻をもつ。日本食を苦にしておらず、好きな寿司のネタはエビとのこと。
デビッド・オルティーズと親交があり、打撃指導を受けたことがある。

## 詳細情報

### 年度別打撃成績
| 年 度    | 球 団    | 試 合 | 打 席 | 打 数 | 得 点 | 安 打 | 二 塁 打 | 三 塁 打 | 本 塁 打 | 塁 打 | 打 点 | 盗 塁 | 盗 塁 死 | 犠 打 | 犠 飛 | 四 球 | 敬 遠 | 死 球 | 三 振 | 併 殺 打 | 打 率 | 出 塁 率 | 長 打 率 | O P S |
| -------- | -------- | ----- | ----- | ----- | ----- | ----- | -------- | -------- | -------- | ----- | ----- | ----- | -------- | ----- | ----- | ----- | ----- | ----- | ----- | -------- | ----- | -------- | -------- | ----- |
| 2014     | 広島     | 69    | 264   | 238   | 32    | 80    | 13       | 2        | 14       | 139   | 49    | 1     | 2        | 0     | 2     | 23    | 0     | 1     | 58    | 8        | .336  | .394     | .584     | .978  |
| 2015     | 広島     | 42    | 136   | 124   | 9     | 32    | 5        | 0        | 2        | 43    | 12    | 1     | 1        | 0     | 0     | 11    | 0     | 1     | 23    | 1        | .258  | .324     | .347     | .670  |
| NPB：2年 | NPB：2年 | 111   | 400   | 362   | 41    | 112   | 18       | 2        | 16       | 182   | 61    | 2     | 3        | 0     | 2     | 34    | 0     | 2     | 81    | 9        | .309  | .370     | .503     | .875  |

- 2020年度シーズン終了時

### 年度別守備成績
| 年 度 | 球 団 | 外野  | 外野  | 外野  | 外野  | 外野  | 外野     | 外野 |
| 年 度 | 球 団 | 試 合 | 刺 殺 | 補 殺 | 失 策 | 併 殺 | 守 備 率 |      |
| ----- | ----- | ----- | ----- | ----- | ----- | ----- | -------- | ---- |
| 2014  | 広島  | 65    | 82    | 3     | 4     | 1     | .955     |      |
| 2015  | 広島  | 33    | 38    | 3     | 3     | 0     | .932     |      |
| NPB   | NPB   | 98    | 120   | 6     | 7     | 1     | .947     |      |

- 2020年度シーズン終了時

### 表彰
- 月間MVP：1回 （野手部門：2014年9月）

### 記録
- 初出場・初先発出場：2014年4月23日、対東京ヤクルトスワローズ4回戦（明治神宮野球場）、6番・左翼手として先発出場
- 初打席：同上、1回表に八木亮祐から見逃し三振
- 初安打：2014年4月24日、対東京ヤクルトスワローズ5回戦（明治神宮野球場）、2回表に古野正人から中前安打
- 初本塁打・初打点：2014年4月25日、対読売ジャイアンツ4回戦（MAZDA Zoom-Zoom スタジアム広島）、6回裏に杉内俊哉から右越ソロ
- 初盗塁：2014年8月17日、対読売ジャイアンツ17回戦（MAZDA Zoom-Zoom スタジアム広島）、3回裏に二盗（投手：江柄子裕樹、捕手：實松一成）

その他の記録
- サイクル安打：2014年9月2日、対読売ジャイアンツ18回戦（長野オリンピックスタジアム）※NPB史上63人目（67度目）
  - 逆ナチュラルサイクル安打：※NPB史上2人目
  - 初回先頭打者本塁打を含む：※NPB史上3人目

### 背番号
- 143（2013年）
- 69 （2014年 - 2022年途中）
- 54 （2022年途中 - ）